# ایستوچنیک
ایستوچنیک (انگلیسی: Istochnik) یک شهرک در شهرستان شارانسکی استان باشقیرستان کشور روسیه است.